# Jonathan Amos
Jonathan Amos é um montador cinematográfico australiano. Conhecido pelo trabalho em Scott Pilgrim vs. the World (2010), 20,000 Days on Earth (2014) e Paddington 2 (2017), foi indicado ao Oscar de melhor edição na edição de 2018 pela montagem da obra Baby Driver.